# Paragathia delicia
Paragathia delicia là một loài bướm đêm trong họ Geometridae.